# 张楼乡 (成武县)
张楼乡是中国山东省菏泽市成武县下辖的一个乡。

## 行政区划
张楼乡下辖小张楼村、田楼村、吕胡同村、乔庄村、谢楼村、石楼村、刘楼村、杜庄村、大陈楼村、秦刘庄村、陈小庙村、大赵庄村、兰楼村、张海村、苗楼村、冯楼村、许庄村、大张楼村、东黄海村、朱马庄村、张桥村、吕洼村、刘铺村、马寺村、谭楼村、倪楼村、赵集村、赵小庙村、冀楼村。